# حسین‌آباد (اراک)
حسین‌آباد مرکزی (بافت)، روستایی از توابع بخش خبر شهرستان بافت در استان کرمان ایران است.

## جمعیت
این روستا در دهستان  دشتاب قرار دارد و براساس سرشماری مرکز آمار ایران در سال ۱۳۹۵ جمعیت آن 284نفر (۸۴خانوار) بوده‌است.